# Немцова, Мирослава
Ми́рослава Не́мцова (урождённая Да́нькова (чеш. Miroslava Němcová (Daňková)); род. 17 ноября 1952, Нове-Место-на-Мораве, Чехословакия) — чешский политик, с 1998 года по 2020 год, депутат Палаты депутатов Парламента Чешской Республики от Гражданской демократической партии (ODS), с 24 июня 2010 по 28 августа 2013 года Председатель Палаты депутатов Парламента Чешской Республики, с 10 октября 2020 года сенатор Сената Чехии.

## Ранняя биография
Родилась 17 ноября 1952 года в городе Нове-Место-на-Мораве. В 1968—1972 годах окончила сельскохозяйственно-техническую школу в Гавличкув-Броде. В 1972—1992 годах работала специальным референтом Чешского статистического ведомства (чеш. Český statistický úřad), а с 1992 по 2007 год занималась книготорговым бизнесом в городе Ждяр-над-Сазавоу, где до сих пор живёт с семьёй.
В 1988 году Мирослава Немцова перенесла тяжёлое онкологическое заболевание. Несмотря на то, что врачи давали самые пессимистические прогнозы относительно её выздоровления, Немцовой удалось справиться с болезнью.

## Начало политической карьеры
В 1992 году Мирослава Немцова вступила в Гражданскую демократическую партию (ODS). Мирослава Немцова с самого своего прихода в ODS стала сторонницей политической линии Вацлава Клауса, чем заслужила неприязнь Мирека Тополанека.
Политическую карьеру Немцова начала в 1994 году, когда приняла участие в муниципальных выборах от ODS и была избрана в муниципальное собрание города Ждяр-над-Сазавоу, заняв второе место. В том же году Немцова вошла в состав исполнительного совета города Ждяр-над-Сазавоу.
С 1996 года была членом регионального совета ODS в Ждяре-над-Сазавоу. В том же году Мирослава Немцова безуспешно участвовала в исторически первых выборах в Сенат Чешской республики от сенатского округа № 51 (Ждяр-над-Сазавоу). На муниципальных выборах в 1998 году Немцова была переизбрана и оставалась членом муниципального собрания Ждяра-над-Сазавоу до 2002 года.

## Депутат нижней палаты парламента
В январе 1998 года в момент раскола в Гражданской демократической партии, когда из неё вышла существенная часть членов партии (образовавших Союз свободы), Немцова осталась в составе партии и в феврале того же года вошла в состав редакционного совета партийной листовки «Между нами» (чеш. Mezi námi). На парламентских выборах 1998 года, будучи кандидатом ODS от Южноморавского края, она была избрана в Палату депутатов Парламента Чешской Республики. В период своего первого депутатского срока Немцова входила в состав комитета по социальной политике и здравоохранению и в бюджетный комитет, в подкомитеты по контролю, по равным возможностям и вопросам семьи (в котором в том же году стала заместителем председателя) и по представлению Чешской Республики за рубежом (состояла до 1999 года), а также в состав постоянной комиссии по СМИ. В 2001—2002 годах была также членом избирательного комитета. Кроме того, Мирослава Немцова являлась вице-председателем фракции (депутатского клуба) Гражданской демократической партии, а также теневым министром культуры в теневом кабинете ODS (в 1998—2006 годах).
На выборах 2002 года Мирослава Немцова была переизбрана в Палату депутатов Парламента в качестве кандидата ODS от края Высочина и 18 июля заняла должность вице-председателя Палаты депутатов. В декабре 2002 года на XIII конгрессе ODS, на котором избирался преемник Вацлава Клауса на посту председателя партии, Мирослава Немцова выдвинула свою кандидатуру, однако новым председателем ODS был избран Мирек Тополанек. Немцова же была избрана одним из трёх заместителей председателя партии (вместе с Петром Нечасом и Петром Бендлем). На XV конгрессе ODS в декабре 2004 года была переизбрана на пост заместителя председателя партии.
На парламентских выборах 2006 года Немцова вновь была переизбрана в Палату депутатов в качестве кандидата ODS от края Высочина. 14 августа 2006 года она заняла должность первого вице-председателя Палаты депутатов, а 12 апреля 2007 года также заняла пост председателя подкомитета по подготовке изменений в закон о парламентской процедуре. Кроме того, Немцова, как и в предыдущие периоды, вошла в состав постоянной делегации Парламента в Парламентской ассамблее Совета Европы. В июне 2006 года Мирослава Немцова впервые выдвинула свою кандидатуру на пост председателя Палаты депутатов Парламента, однако при тайном голосовании не получила поддержки большинства депутатов.
В ноябре 2006 года во время кризиса первого правительства Тополанека Мирослава Немцова на XVII конгрессе ODS решительно выступила против коалиции с Чешской социал-демократической партией (ČSSD) Иржи Пароубека, получив существенную поддержку среди делегатов. Несмотря на это, Немцовой не удалось переизбраться на пост заместителя председателя партии. На XIX конгрессе ODS в декабре 2008 года она вновь баллотировалась на пост заместителя председателя партии и вновь потерпела неудачу.
Немцова, будучи традиционным оппонентом Мирека Тополанека, публично подвергла критике его связи с лоббистом Мареком Даликом. В октябре 2009 года, после отставки второго правительства Тополанека и летних скандалов, связанных с поведением премьер-министра во время отпуска в Италии, Мирослава Немцова публично подвергла Тополанека критике и потребовала объяснений. В это же время появились спекуляции на тему того, что Немцова может стать преемником Тополанека на посту председателя ODS. В мае 2010 года новый председатель Гражданской демократической партии Петр Нечас назначил Немцову министром социальной политики и культуры в новом теневом правительстве ODS.

## Председатель Палаты депутатов

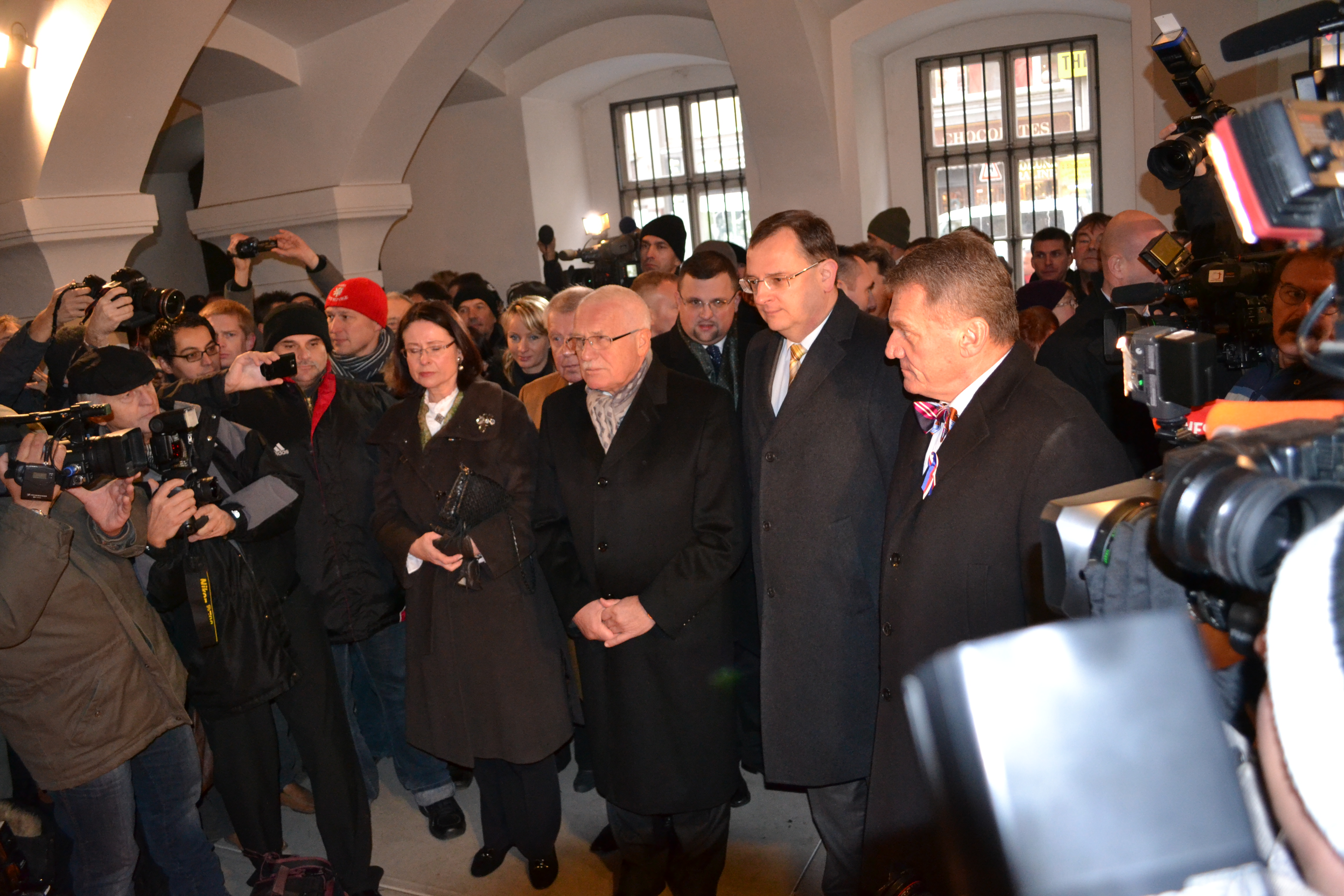
Мирослава Немцова, Вацлав Клаус, Петр Нечас и Богуслав Свобода в день празднования начала Бархатной революции 17 ноября 2011 года

После отставки 30 апреля 2010 года Милослава Влчека с поста председателя Палаты депутатов Мирослава Немцова как первый вице-председатель временно возглавила Палату депутатов до следующих выборов в конце мая 2010 года.
29 мая 2010 года на очередных парламентских выборах Мирослава Немцова вновь была избрана в Палату депутатов Парламента в качестве кандидата ODS от края Высочина и 24 июня была избрана председателем Палаты депутатов. На пост председателя палаты Немцова была избрана в результате создания парламентской коалиции партий ODS, TOP 09 и Дела общественные, члены которой при голосовании дали Немцовой 118 голосов.
Возглавив нижнюю палату парламента, Немцова провозгласила политику экономии депутатами бюджетных средств. Стремясь ограничить непопулярные в обществе внутренние перелёты народных избранников из Остравы на заседания палаты в Прагу, Немцова заявила, что будет публиковать фамилии «летающих» депутатов. Кроме того, были отменены некоторые зарубежные поездки депутатов и урезаны расходы на содержание представительской виллы председателя Палаты депутатов, которую Немцова не использовала. Новый председатель палаты выступил также за отмену субсидирования цен в депутатских рекреационных центрах. По заявлению Немцовой, эта политика позволила бы к концу 2010 года сэкономить бюджету 15,6 млн. крон.
На XXI конгрессе ODS в июне 2010 года Мирослава Немцова была избрана первым вице-председателем партии, в то время как председателем стал Петр Нечас. При голосовании Немцова получила поддержку 314-ти делегатов. Избрание Немцовой первым заместителем Нечаса получило положительные отклики представителей других партий, в том числе, оппозиционных ODS. Первый вице-председатель ČSSD Любомир Заоралек заявил, что избрание Немцовой свидетельствует о том, что решения на конгрессе ODS принимались в результате свободного волеизъявления, а не по закулисным договорённостям.
В конце октября 2010 года Немцова подверглась жёсткой критике оппозиции за то, что по просьбе премьер-министра Нечаса, желавшего поскорее провести через палату акт о мерах жёсткой экономии, объявила состояние законодательной необходимости (чеш. Legislativní nouze), которое используется для ускоренного принятия закона только в чрезвычайных ситуациях. В то же время Немцова настоятельно требовала от Нечаса исключить из правительства представителей партии Дела общественные, вокруг которой разразилось несколько скандалов.
В мае 2012 года Мирослава Немцова как председатель Палаты депутатов дала согласие на уголовное преследование депутата Давида Рата, что стало исторически первым применением положений статьи 27 Конституции Чехии, предусматривающей арест депутата, захваченного при совершении преступления.

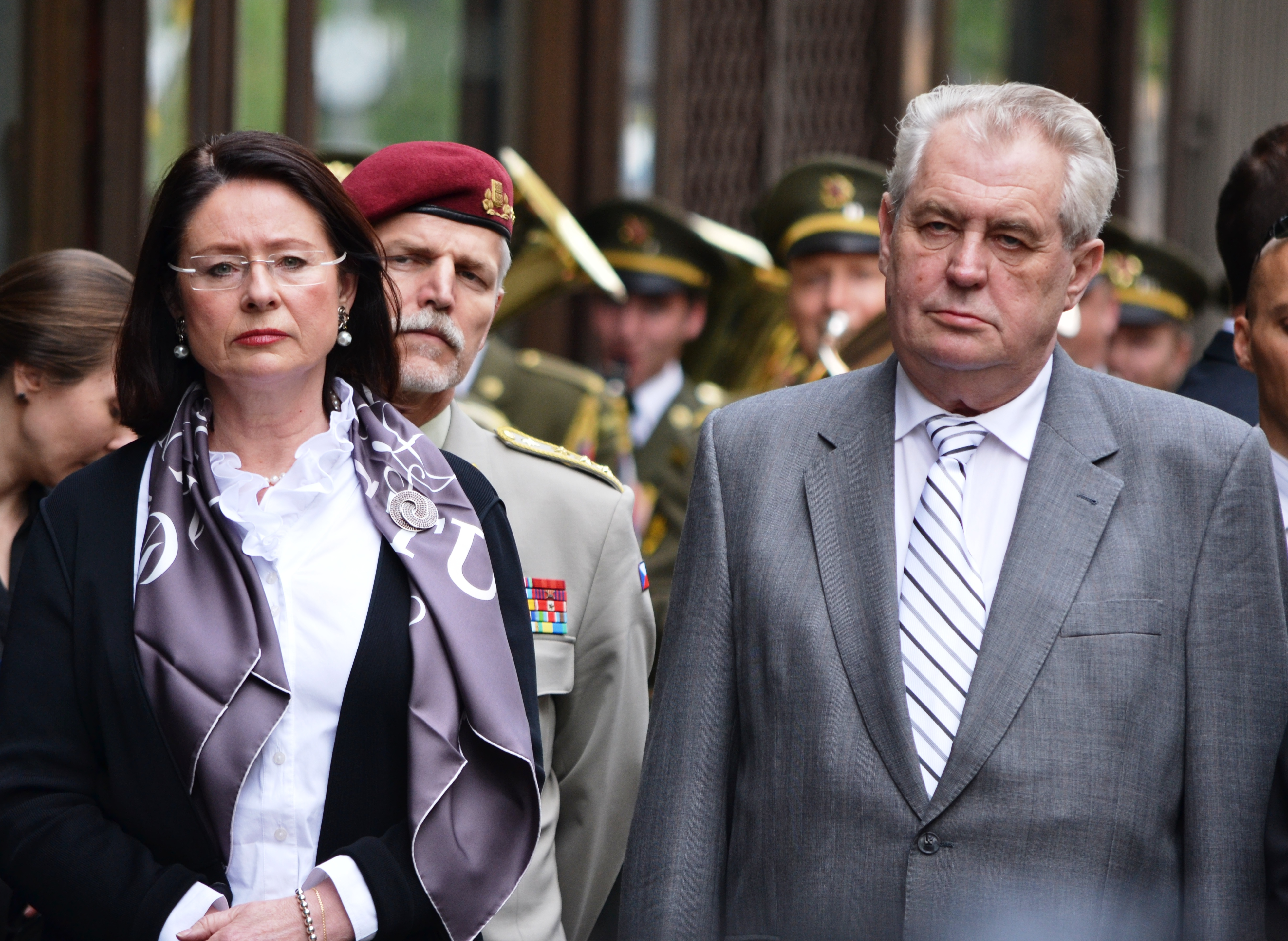
Мирослава Немцова, начальник Генштаба Петр Павел и президент Чехии Милош Земан перед зданием Чешского радио 5 мая 2013 года в 68-ю годовщину начала Пражского восстания

Несмотря на появившиеся в начале 2012 года спекуляции на тему выдвижения кандидатуры Мирославы Немцовой на предстоящих президентских выборах, в апреле того же года Немцова отказалась участвовать в праймериз ODS на роль кандидата в президенты, заявив, что лежащая на ней ответственность как председателя Палаты депутатов, не позволяет ей участвовать в выборах. На XXIII конгрессе ODS в ноябре 2012 года Немцова не смогла переизбраться на пост первого вице-председателя партии, уступив это место Мартину Кубе, однако была избрана на пост «рядового» вице-председателя партии.
Во время президентской кампании 2013 года публично осудила стиль поведения Милоша Земана, предупредив, что такое поведение президента может стать позором для государства. Особенно возмутили Немцову пренебрежительные высказывания Земана о женщинах.
19 июня 2013 года Гражданская демократическая партия официально выдвинула Мирославу Немцову на пост премьер-министра Чешской республики. Кандидатуру Немцовой поддержали партии TOP 09 и LIDEM, входящие вместе с ODS в правящую коалицию. Лидер социал-демократов Богуслав Соботка заявил, что избрание премьером экономически некомпетентного кандидата, не обладающего опытом работы в сфере исполнительной власти, в период рецессии является риском для всей страны. Президент Земан назначил на пост председателя Правительства Иржи Руснока.
20 августа 2013 года при голосовании о роспуске Палаты депутатов после выражения недоверия правительству Руснока Мирослава Немцова голосовала против, заявив, что роспуск палаты является исторической ошибкой, в результате которой Милош Земан получит бесконтрольную власть в государстве. 28 августа 2013 года после роспуска палаты депутатов ушла в отставку с поста председателя палаты и лишилась статуса депутата.

## После выборов 2013 года
На досрочных парламентских выборах 25—26 октября 2013 года Немцова баллотировалась в Палату депутатов от Праги в качестве лидера Гражданской демократической партии (ODS) и кандидата на пост премьер-министра в случае победы ODS на выборах. Несмотря на то, что бывшая правящая партия ODS потерпела на этих выборах сокрушительное поражение (получив всего 7,7 % голосов избирателей), Мирослава Немцова была избрана в состав Палаты депутатов.
В ноябре 2013 года Немцова выдвинула свою кандидатуру на пост вице-председателя Палаты депутатов, однако проиграла в первом же туре, получив голоса лишь 53-х депутатов. 16 декабря 2013 года Мирослава Немцова возглавила мандатно-иммунитетный комитет палаты. Кроме того, она вошла в состав организационного комитета, где стала членом подкомитета по подготовке предложений о присвоении государственных наград.
В январе 2014 года на XXIV конгрессе ODS Немцова выдвинула свою кандидатуру на пост председателя партии, однако проиграла выборы, получив всего 66 голосов делегатов. Комментируя итоги выборов, она заявила, что считает результаты голосования несправедливыми, учитывая сколько она сделала для ODS в прошлом.
Летом 2020 года Немцова выдвинула свою кандидатуру в 27-м сенаторском округе (Прага 1 и Прага 7) на выборах в Сенат 2020 года. Во втором туре одержала победу над действующим сенатором Вацлавом Гамплом. С 10 октября 2020 года перестала быть депутатом Палаты депутатов Парламента Чешской Республики и стала сенатором.

## Семья
Муж — Владимир Немец, сын — Павел Немец.